# 新宮康男
新宮 康男（しんぐう やすお、1926年2月1日 - 2024年5月10日）は、日本の実業家。住友金属工業社長や、同社会長、関西経済連合会会長を務めた。

## 人物・経歴
兵庫県出身。1948年東京大学法学部卒業、住友金属工業入社。ピッツバーグ大学留学。経理部長、管理部長を経て、1977年取締役管理部長に昇格。1981年常務取締役。1983年専務取締役。1984年副社長。1986年社長。1992会長。1997年からは関西経済連合会会長を務め、関西国際空港会長も兼務し、空港2期事業の資金集めに尽力した。
1997年、勲一等旭日大綬章受章。
2024年5月10日に老衰のため死去。98歳没。